# 떵개떵
떵개(본명: 이민주)와 개떵(본명: 이태곤) 두 형제가 아프리카TV와 유튜브에서 진행하는 먹방 유튜버이다. 2014년 아프리카TV에서 방송을 시작하였고, 2015년부터 유튜브에서도 활동을 시작했다. 방송 초반에는 동생 떵개가 혼자 방송을 했으나, 추후 형인 개떵이 합류하며 채널 명칭을 떵개떵이라 바꾸었다.
유튜브 채널의 구독자 수는 약 484만 명으로 한국 유튜브 채널 중 40위에 올라있다.

## 콘텐츠
두 형제가 따로, 또 같이 먹방을 진행한다. 또한 ASMR 방송인 리얼사운드 먹방으로 유명하다. 음식을 먹으면서 나는 소리를 시청자들에게 전달하는 것이 주 목적이며, 떵개떵 채널에서도 가장 주목 받는 콘텐츠이다.